# Frankrijk op het Eurovisiesongfestival 2011

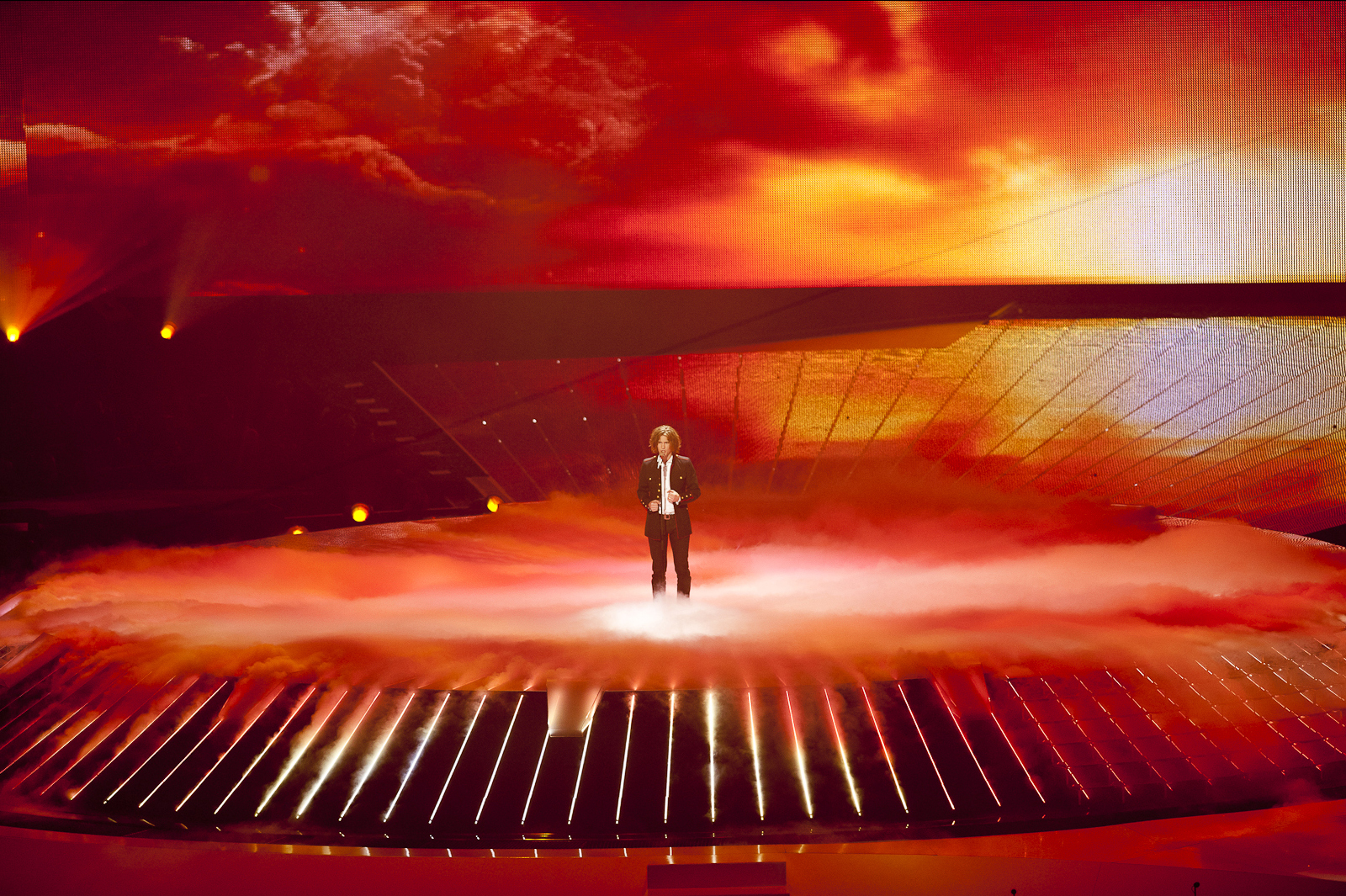
Amaury Vassili werd namens Frankrijk vijftiende.

Frankrijk nam deel aan het Eurovisiesongfestival 2011 in Düsseldorf, Duitsland. Het was de 54ste deelname van het land op het Eurovisiesongfestival. France 3 was verantwoordelijk voor de Franse bijdrage voor de editie van 2011.

## Selectieprocedure
Pas op 6 december 2010 gaf de Franse nationale omroep France 3 te kennen te zullen deelnemen aan de volgende editie van het Eurovisiesongfestival. Meteen werd bekendgemaakt dat men, net als de voorbije drie jaar, via een interne selectie op zoek zou gaan naar een geschikte kandidaat om Frankrijk te vertegenwoordigen. Op 27 januari 2011 maakte France 3 bekend dat operazanger Amaury Vassili Frankrijk zou vertegenwoordigen in Düsseldorf. Hij zou het lied Sognu brengen, gezongen in het Corsicaans. Het was de tweede keer dat Frankrijk in het Corsicaans deelnam aan het Eurovisiesongfestival. In 1993 werd Patrick Fiori vierde met Mama Corsica.

## In Düsseldorf
In Düsseldorf mocht Frankrijk meteen aantreden in de finale, het moest niet deelnemen aan een van de halve finales. Reden hiervoor is dat Frankrijk lid is van de Grote Vijf: de vijf grootste nettobetalers van de EBU. In die finale trad Frankrijk als tiende van 25 landen aan, na Rusland en voor Italië. Aan het einde van de puntentelling stond Amaury Vassili op de vijftiende plaats, met 82 punten. België en Griekenland gaven Frankrijk het maximum van twaalf punten. Het resultaat was teleurstellend te noemen voor de Fransen, aangezien Amaury Vassili vooraf door de bookmakers als topfavoriet naar voren werd geschoven om het Eurovisiesongfestival 2011 te winnen. De laatste Franse overwinning dateert al van 1977, toen Marie Myriam won met L'oiseau et l'enfant.